# Selmęt Wielki
Selmęt Wielki (dawniej Jezioro Wielkie Selmętno) – jezioro na Pojezierzu Ełckim, w województwie warmińsko-mazurskim.
Po niemiecku nazywane jest Grosser Sellment See (1938), Grosse Selment See (1921), Schelmund (1595), Schelment, Salmant (1475). Inna nazwa to Selmętno.

## Dane ogólne
Powierzchnia jeziora 1269 ha, długość 11,6 km, szerokość do 3,5 km, głębokość do 21,9 m. Na jeziorze znajdują się 2 wyspy, największa o powierzchni 3 ha.
Brzegi jeziora otoczone zabudowaniami okolicznych miejscowości, polami i łąkami z niewielkim udziałem lasu sosnowo-świerkowego. Najbliższe otoczenie to wąski pas olchy i wierzby. Miejscami szeroki pas trzcin. Dużo małych pomostów wędkarskich.
Brzegi na ogół niezbyt wysokie, miejscami niskie, podmokłe, od północnego zachodu brzeg zadrzewiony. Na północy wpada rzeka Lega (prowadzi tędy szlak kajakowy), a wypływa w części południowo-wschodniej, dalej wpada do jeziora Rajgrodzkiego.
Przez zbiornik przepływa Lega, która wpływa w północnej części jeziora (w Sędkach), a wypływa w części południowo-wschodniej (w Makosiejach), dalej wpada do jeziora Rajgrodzkiego. Na północy znajduje się również niewielki dopływ – Golubica, który niesie wody z jeziora Golubskiego. Na zachodzie, w okolicy Mrozów Wielkich dopływa niewielki ciek z jeziora Selmęt Mały. Istnieje jeszcze połączenie, niewielkim ciekiem, z jeziorem Mrozy, w południowo-zachodniej części.

## Hydronimia
Według urzędowego spisu opracowanego przez Komisję Nazw Miejscowości i Obiektów Fizjograficznych (KNMiOF) nazwa tego jeziora to Selmęt Wielki. W różnych publikacjach jezioro to występuje pod nazwą Selment Wielki lub Szelment.